# HD242579
HD242579 є хімічно пекулярною зорею спектрального класу
A3 й має видиму зоряну величину в смузі V приблизно 10,7.